# Xã Ashland, Quận Dodge, Minnesota
Xã Ashland (tiếng Anh: Ashland Township) là một xã thuộc quận Dodge, tiểu bang Minnesota, Hoa Kỳ. Năm 2010, dân số của xã này là 319 người.